# Raphael Mweempwa
Raphael Mweempwa (Monze, 30 de março de 1974) é um clérigo zambiano e bispo católico romano de Monze.
Raphael Mweempwa estudou filosofia no Seminário de Santo Agostinho em Mpima de 1996 a 1998 e teologia católica no Seminário de São Domingos em Lusaka de 1998 a 2002. Em 2002 obteve também certificados em pastoral e catequese do Instituto Lumko na África do Sul. Em 29 de junho de 2002, Mweempwa recebeu o sacramento da ordenação para a diocese de Monze.
Mweempwa trabalhou inicialmente como vigário paroquial (2002-2004) e mais tarde como pároco (2004-2007) da Paróquia de Santa Maria em Choma. Ele também completou treinamento adicional em aconselhamento psicológico de 2005 a 2006. De 2006 a 2007 foi também membro da comissão diocesana de catequese da diocese de Monze. Em 2007, Raphael Mweempwa foi enviado a Roma para prosseguir os estudos, onde obteve a licenciatura em direito canónico pela Pontifícia Universidade Urbaniana em 2010. Depois de regressar à sua terra natal, tornou-se pároco da paróquia Nossa Senhora do Caminho, em Manungu, e em 2011 tornou-se também chanceler diocesano. Mweempwa trabalhou então como responsável pela pastoral vocacional e como coordenador da equipe de formação (2012-2016) e da equipe de tradução (2015-2019) na diocese de Monze. Foi também membro do Conselho Diocesano de Gestão do Património (2011-2019), bem como do Conselho Presbiteral e da Comissão Diocesana de Catequese (2013-2019). A partir de 2019, Raphael Mweempwa ensinou direito canônico no Seminário de São Domingos em Lusaka.
Em 25 de fevereiro de 2022, o Papa Francisco nomeou-o Bispo de Monze. O Núncio Apostólico na Zâmbia, Dom Gianfranco Gallone, ordenou-o bispo em 7 de maio do mesmo ano na Catedral da Santíssima Trindade em Monze; Os co-consagradores foram o Bispo de Livingstone, Valentine Kalumba OMI, e o Bispo Emérito de Monze, Emilio Patriarca.